# Estatua de Indalecio Prieto
La Estatua de Indalecio Prieto es una escultura de arte público en Madrid, España. Situado cerca del complejo de edificios de los Nuevos Ministerios, consta de una estatua de bronce dedicada a Indalecio Prieto, ministro de Trabajos Públicos durante la Segunda República española y promotor de la construcción de los Nuevos Ministerios. 

## Historia
Fue inaugurado en diciembre de 1984, durante una ceremonia a la que asistió, entre otros, Enrique Barón, Joaquín Almunia y Julián Campo.
En el momento de su inauguración, se localizó muy cercana a una estatua ecuestre del dictador Francisco Franco, en lados opuestos durante la guerra civil española.
Con la eliminación de la estatua cercana de Franco el 17 de marzo de 2005, la estatua de Prieto fue vandalizada con los colores de la bandera de España. No mucho tiempo después, en julio de 2005, la estatua fue vandalizada de nuevo con un pigmento rosa.

## Descripción
La robusta estatua de bronce, de 4 metros de altura, fue realizada por Pablo Serrano. El escultor dijo que encontró la inspiración en el patriotismo español mostrado por Prieto en su famoso discurso de 1936 en Cuenca.
El antiguo ministro está representado llevando una boina de estilo vasco, y según parece sujeta un conjunto de libros, informes y diarios en su brazo. Esta obra, última inaugurada personalmente por su autor, está concebida con un carácter plástico brutalista y matérico, que es propio de las creaciones de este artista, especialmente de su última etapa en la que adquieren un carácter masivo y ligado a una idea de monumentalidad asociada a la potencia gravitatoria.